# Hawaiian Airlines
Hawaiian Airlines (Hawaià: Hui Mokulele ʻo Hawaiʻi) és l'aerolínia de bandera i principal aerolínia de Hawaii (Estats Units). Es tracta de la desena aerolínia comercial dels Estats Units i té la seu a Honolulu (Hawaii). L'aerolínia té la seva base principal a l'Aeroport Internacional Daniel K. Inouye (illa d'Oahu) i una base secundària a l'Aeroport de Kahului (illa de Maui). L'aerolínia també mantenia una base de tripulació a l'Aeroport Internacional de Los Angeles. Hawaiian Aerolínies duu a terme vols a Àsia, la Samoa Nord-americana, Austràlia, la Polinèsia Francesa, Hawaii, Nova Zelanda i els Estats Units continentals. Hawaiian Airlines és propietat de Hawaiian Holdings, Inc. de la qual Peter R. Ingram és l'actual president i conseller delegat.
Hawaiian Airlines és l'aerolínia estatunidenca més antiga que mai no ha tingut un accident mortal o amb pèrdua del buc i sovint ocupa el primer lloc en puntualitat, menor nombre de cancel·lacions, menor nombre de sobrereserves i gestió de l'equipatge.